# Hyposmocoma laysanensis
Hyposmocoma laysanensis — вид молі. Ендемік гавайського роду Hyposmocoma.

## Поширення
Широко поширений на острові Лайсан.

## Опис
Імаго молі H. argomacha має розмах крил 5,2—7,7 мм.

### Личинкова стадія
Кокон гусениці — білого або сірого кольору, конічної форми, довжиною 4,5—6,0 мм, тонкий, декорований піщінками і, можливо, гуано.